# Carrosserievorm
Dit is een overzicht van de verschillende carrosserievormen van personenauto's. Sommige aanduidingen worden nauwelijks meer gebruikt en er komen tegenwoordig veel marketingwoorden tussen.
Niet vermeld zijn vrachtauto-, autobus- en bestelautotypen.
- Cabriolet
- Cabriolet-sedan
- Coach
- Coupé
- Coupé-cabriolet, ook wel Drop-head Coupé
- Cross-over
- Dos-à-dos
- Duc
- Dwergauto, ook wel voiturette
- Fastback
- GT (sportwagen)
- Hatchback
- Landau
- Landaulet
- Limousine
- Monoposto (éénzitter)
- MPV, ook wel monovolume
- Phaeton, ook wel Roi des Belges
- Pick-up
- Pontoncarrosserie
- Raceauto, ook wel special
- Roadster, ook wel Spider (Spyder)
- Sedan, ook wel Conduite Intérieure of Saloon
- Shooting brake
- Stationwagen, ook wel break of estate
- SUV
- Targa
- Terreinauto
- Toerwagen, ook wel Open Tourer
- Tonneau
- Torpedo
- Ute
- Vis-à-vis